# Zyzdrojowy Piecek
Zyzdrojowy Piecek (niem. Sysdroyofen, 1938–1945 Sixdroi) – wieś w Polsce położona w województwie warmińsko-mazurskim, w powiecie mrągowskim, w gminie Piecki.
| SIMC    | Nazwa           | Rodzaj    |
| ------- | --------------- | --------- |
| 0486468 | Zyzdrojowa Wola | część wsi |

W 1938 administracja nazistowska zmieniła nazwę miejscowości na Sixdroi. W 1945 wieś została włączona do Polski. W latach 1975–1998 miejscowość administracyjnie należała do województwa olsztyńskiego.